# Kunst im öffentlichen Raum in Hamburg-Harburg
Diese Liste von Kunst im öffentlichen Raum in Hamburg-Harburg enthält dauerhaft aufgestellte Kunstwerke auf dem Gebiet des Stadtteils Harburg der Freien und Hansestadt Hamburg, die sich im öffentlichen Raum befinden und von anerkannten Künstlern und Künstlerinnen geschaffen wurden. Viele dieser Kunstwerke sind durch das Programm Kunst am Bau (und dessen Folgeprogramme) gefördert oder mit öffentlichen Geldern angekauft worden, dies ist aber keine Voraussetzung für die Aufnahme. Ebenso mögen einige dieser Kunstwerke als Kulturdenkmal geschützt sein, aber auch das ist keine Voraussetzung für die Aufnahme in diese Liste.
Bauschmuck ist im Normalfall im Artikel über das Bauwerk darzustellen, und gehört nicht in diese Liste. Streetart kann Aufnahme in die Liste finden, wenn es zu dem konkreten Kunstwerk eine ausführliche Rezeption in der Kunstwissenschaft gibt und ein enzyklopädischer Artikel über die Streetart-Künstler oder -Künstlerin existiert oder vorstellbar wäre. Denkmäler, die an eine Person oder ein Ereignis erinnern, können in die Liste aufgenommen werden, wenn sie ob ihrer zumeist plastischen Gestaltung als Kunstwerk gelten können. Bei reinen Gedenktafeln ist das normalerweise nicht der Fall.
Basis der Zusammenstellung sind Datensätze der Hamburger Kulturbehörde von 2012 und 2018, eine Veröffentlichung der SAGA GWG von 2008, und verschiedene Veröffentlichungen von Kunsthistorikern zum Thema. Eine abschließende Liste von Literatur kann es nicht geben, jedoch ist für jeden Eintrag in die Liste ein konkreter Verweis auf eine amtliche Liste oder anerkannte Sekundärliteratur erforderlich.
Gestohlene oder zerstörte Kunstwerke, die ehemals in Hamburg-Harburg aufgestellt waren, sind in einer separaten Liste aufgeführt.

## Legende
- Lage: Nennt die nächstgelegene Straße und, wenn vorhanden und sinnvoll, das nächstgelegene Bauwerk (mit Hausnummer) oder das umgebende Gebiet (z. B. einen Park) und gibt nötigenfalls Hinweise zur genauen Lage. Darunter werden - wenn vorhanden - auch die Geo-Koordinaten und das Wikidata-Logo als Verweis auf das Wikidata-Objekt angegeben. Die Spalte ist nach der Adresse sortierbar.
- Künstler/in: Name des Künstlers oder der Künstlerin, die das Kunstwerk geschaffen haben, verlinkt mit dem Wikipedia-Artikel zur Person. Die Spalte ist nach dem Nachnamen sortierbar.
- Beschreibung: Kurzbeschreibung des Werks, immer zuerst: Werktitel (kursiv), dann möglichst Material, Stil, Größe, Dargestelltes, Art der Förderung
- Jahr: Jahr der Fertigstellung des Kunstwerkes, wenn unbekannt dann das Jahr der Aufstellung. Hier kann nur ein einziges Jahr angegeben werden, kein Zeitraum. Weitere zeitliche Details zur Schaffung des Kunstwerkes (von–bis) können in der Beschreibung angegeben werden.
- Quelle: Kulturbehörde, SAGA, Literatur, jeweils mit Fußnote. Diese Angabe ist für eine Aufnahme in die Liste verpflichtend.
- Bild: Bild des Kunstwerks, mit Link auf Commons-Kategorie wenn vorhanden

Hinweis: Die Grundsortierung der Liste erfolgt nach der Adresse. Die Liste ist alternativ nach Künstler, Werktitel, Datierung oder Quelle sortierbar.

## Liste
| Lage | Künstler                   | Beschreibung | Jahr                 | Quelle        | Bild |  |
| --- | -------------------------- | --- | -------------------- | ------------- | --- |  |
| Alter Friedhof (Lage)                                                                                      | Piet Trantel               | niemandes land mit dem Zusatz „aus dem Grundbuch ausgetragenes Naturstück“ KiöR | 1990/93              | Kulturbehörde | |  |
| Am Soldatenfriedhof 21 Schule am Park, Schulfoyer an Klinkerwand (Lage)                                    | Barbara Haeger             | „Anmut u. Schönheit in Stein“ (zweiteilig) KaB | 1959                 | Kulturbehörde | Bild gesucht Die Wikipedia wünscht sich an dieser Stelle ein Bild vom Ort mit diesen Koordinaten 53.46283 9.97638 . Motiv: Am Soldatenfriedhof 21 Falls du dabei helfen möchtest, erklärt die Anleitung , wie das geht. BW    |  |
| Amalienstraße (Lage)                                                                                       | Egbert Haneke              | Flaggenmann „D“ Bezirksankauf (8.000,- DM) | 1993                 | Kulturbehörde | |  |
| Baererstraße 85 Kita Baererstraße                                                                          | Ursula Querner             | Zwei Mädchen mit Tuch Bronze | 1963                 | Zabel         | |  |
| Bennigsenstraße 7 Goethe-Schule Harburg, Treppenhaus B-Gebäude (Altbau) (Lage)                             | Carl Ihrke                 | Harburger Hafen Bilder (3-teilig) nicht in KB-Listen | 1953                 | Kulturbehörde | Bild gesucht Die Wikipedia wünscht sich an dieser Stelle ein Bild vom Ort mit diesen Koordinaten 53.46119 9.97484 . Motiv: Bennigsenstraße 7 Falls du dabei helfen möchtest, erklärt die Anleitung , wie das geht. BW         |  |
| Bennigsenstraße 7 Goethe-Schule Harburg, ehemaliger Eingang B-Gebäude (Altbau), jetzt Abstellkammer (Lage) | unbekannt (Ihrke?)         | Erinnerung an Opfer der Schule bei Luftangriff 25. Oktober 1944 vermutlich Schul-Direkterwerb, Opferdenkmal | verm. 1953           | Kulturbehörde | Bild gesucht Die Wikipedia wünscht sich an dieser Stelle ein Bild vom Ort mit diesen Koordinaten 53.46108 9.97448 . Motiv: Bennigsenstraße 7 Falls du dabei helfen möchtest, erklärt die Anleitung , wie das geht. BW         |  |
| Bremer Straße/Maretstraße (Lage)                                                                           | Hermann Hosaeus            | Der Soldat Kunst im Stadtbild bis 1950, Kriegsdenkmal | 1932                 | Kulturbehörde | weitere Bilder |  |
| Brücke Hohe Straße über Winsener Straße (Lage)                                                             | unbekannt (Kleinhammes?)   | Brückenzeichen (?) Direktauftrag Bezirk |                      | Kulturbehörde | |  |
| Brücke Hohe Straße über Winsener Straße (Lage)                                                             | unbekannt                  | Monolithen (?) auf BA Harburg bekannt, Daten nicht übermittelt |                      | Kulturbehörde | |  |
| Busbahnhof am Bahnhof Harburg Mauer zu den Bahngleisen (Lage)                                              | Barbara Schmidt Heins      | die eigene GESCHICHTE (1 von 3) KiöR | 1994                 | Kulturbehörde | |  |
| Buxtehuder Straße 25 Foyerwand im Erdgeschoss (Lage)                                                       | Gerhard Hausmann           | Landschaft (und Scraffito?) Direktauftrag Post | 1959                 | Kulturbehörde | Bild gesucht Die Wikipedia wünscht sich an dieser Stelle ein Bild vom Ort mit diesen Koordinaten 53.46552 9.97439 . Motiv: Buxtehuder Straße 25 Falls du dabei helfen möchtest, erklärt die Anleitung , wie das geht. BW      |  |
| Einkaufszentrum Seeveplatz/Seevekanal (Lage)                                                               | Rolf Thiele                | Veränderung durch Bewegung Direktauftrag Unternehmen? | 1985                 | Kulturbehörde | |  |
| Eißendorfer Straße (Lage)                                                                                  | Hendrik-André Schulz u. a. | Mahnmal für die ehemalige Synagoge Bezirksauftrag, Opferdenkmal | 1988                 | Kulturbehörde | |  |
| Eißendorfer Straße 38 TU Hamburg-Harburg, Gebäude N, Foyer (Lage)                                          | Maria Pirwitz              | Moctezuma Bronzestele, mehrfach umgesetzt | 1973                 | Kunst@SH      | weitere Bilder |  |
| Eißendorfer Straße 40 Technische Universität Harburg, Parkbereich (Lage)                                   | Berto Lardera              | Zwischen zwei Welten II KaB (für Gesundheitsamt Harburg / Am Irrgarten, nach 1979 in Grünanlagen am Hastedtplatz, später TU) | 1959                 | Kulturbehörde | |  |
| Eißendorfer Straße 42 TU Hamburg, Eingangshalle (Lage)                                                     | Hanne Darboven             | Wende 80, eine Dokumentation KiöR | 1981, installiert 88 | Kulturbehörde | |  |
| Eißendorfer Straße 16 / Bennigsenstraße (Lage)                                                             | Michael Komorowski         | Steinträger SAGA | 1953                 | Kulturbehörde | |  |
| Haeckelstraße 2 oberhalb des Eingangs zum Hauswartbüro (Lage)                                              | Carl Ihrke                 | Aufblühender Baum SAGA | 1953                 | Kulturbehörde | |  |
| Harburg-Carree Terrasse am Krummholzberg (Lage)                                                            | Gernot Huber               | Miteinander Unternehmen | 1997/98              | Kulturbehörde | |  |
| Harburger Rathaus Sitzungssaal (Lage)                                                                      | Christel Kuball            | Fenster Sitzungssaal vermutlich Bezirks-Direktauftrag | Anf. 20. Jhd         | Kulturbehörde | Bild gesucht Die Wikipedia wünscht sich an dieser Stelle ein Bild vom Ort mit diesen Koordinaten 53.4596 9.97968 . Motiv: Harburger Rathaus Falls du dabei helfen möchtest, erklärt die Anleitung , wie das geht. BW          |  |
| Harburger Rathaus Treppenhaus (Lage)                                                                       | Theo Ortner                | Buntfenster KaB | 1951–1954            | Kulturbehörde | |  |
| Harburger Rathauspassage 2 Einwohneramt über Eingang (Lage)                                                | Maria Pirwitz              | Farbiges Keramikornament SAGA | 1978                 | Kulturbehörde | |  |
| Harburger Rathausplatz Wiesenfläche (Lage)                                                                 | HD Schrader                | Cube and Trees temporäre Leihgabe? | 2000                 | Kulturbehörde | |  |
| Harburger Rathausplatz Wiesenfläche (Lage)                                                                 | Ulrich Rückriem            | Granit Bleu de Vire (Großes Normandiestück) KiöR | 1983                 | Kulturbehörde | weitere Bilder |  |
| Harburger Rathausplatz Rand Wasserbecken (Lage)                                                            | Vera Mohr-Möller           | Robbe Bezirksankauf | 1959                 | Kulturbehörde | |  |
| Harburger Rathausplatz (Lage)                                                                              | Arne Ranslet               | Tubaspieler (Tubabläser) Bezirksankauf | 1982/87              | Kulturbehörde | |  |
| Harburger Rathausplatz (Lage)                                                                              | Arthur Boltze              | Aufrechter Gang Bezirksankauf | 1989/90              | Kulturbehörde | weitere Bilder |  |
| Harburger Rathausplatz (Lage)                                                                              | Eberhard Encke             | Faustkämpfer Kunst im Stadtbild bis 1950 | 1912/13              | Kulturbehörde | weitere Bilder |  |
| Harburger Ring 40 Finanzamt Harburg, Eingangsbereich Außenwände (Lage)                                     | Theo Ortner                | Pferde Zweiteiliges Sgraffito, KaB | 1953                 | Kulturbehörde | |  |
| Harburger Ring 40 Finanzamt Harburg, Treppenhaus Verwaltung (Lage)                                         | Fritz Husmann              | Blick auf Hamburg KaB | 1955                 | Kulturbehörde | |  |
| Harburger Ring/Sand (Lage)                                                                                 | Esther Shalev-Gerz         | Mahnmal gegen Faschismus KiöR, 135.000 DM, Opferdenkmal | 1986                 | Kulturbehörde | weitere Bilder |  |
| Hölertwiete/Amalienstraße                                                                                  | unbekannt                  | Füße (3mal?) | 1975                 | Kulturbehörde | |  |
| Julius-Ludowieg-Straße 89 Katholische Schule Harburg, Eingangshalle (Lage)                                 | Helmut Diedrich            | „Erschaffung des Lichts“ KaB | 1971                 | Kulturbehörde | Bild gesucht Die Wikipedia wünscht sich an dieser Stelle ein Bild vom Ort mit diesen Koordinaten 53.45796 9.96991 . Motiv: Julius-Ludowieg-Straße 89 Falls du dabei helfen möchtest, erklärt die Anleitung , wie das geht. BW |  |
| Julius-Ludowieg-Straße 89 Katholische Schule Harburg, Aufgang Treppenhaus (Lage)                           | unbekannt                  | Bronzetafel „Edmund Mock Dechant +1968“ vermutlich Schul-Direkterwerb, bürgerliche Denkmalkultur | ?                    | Kulturbehörde | Bild gesucht Die Wikipedia wünscht sich an dieser Stelle ein Bild vom Ort mit diesen Koordinaten 53.45788 9.97006 . Motiv: Julius-Ludowieg-Straße 89 Falls du dabei helfen möchtest, erklärt die Anleitung , wie das geht. BW |  |
| Knoopstraße/Max-Schmeling-Platz (Lage)                                                                     | Gerhard Janensch           | Eisengießer | 1918                 | Kulturbehörde | weitere Bilder |  |
| Lämmertwiete (Lage)                                                                                        | Hans-Werner Könecke        | Muttertier mit Lämmern Bezirksankauf (44.425,- DM) | 1990                 | Kulturbehörde | |  |
| Lämmertwiete/Kleine Gasse (Lage)                                                                           | Carl Ihrke                 | Fisch-Brunnen Bezirksankauf | 1984                 | Kulturbehörde | |  |
| Lüneburger Straße (Lage)                                                                                   | Johannes Ufer              | o.T. (Säulen und Wandgestaltung) Bezirksauftrag | 1974                 | Kulturbehörde | |  |
| Lüneburger Straße (Lage)                                                                                   | Ulrike Enders              | Drei mögliche Denkmäler Bürgerliche Stiftung: Gestiftet von den Grundeigentümern der Lüneburger Straße | 1998                 | Kulturbehörde | |  |
| Lüneburger Straße Durchgang Walkmühlenweg (Lage)                                                           | Jos Weber und Studenten    | Anamorphose Bezirksauftrag, Sponsor Fa. Otto Bretschneider | 1978                 | Kulturbehörde | |  |
| Lüneburger Tor                                                                                             | Uta Falter-Baumgarten      | Großstadt-Gören vermutlich Bezirksankauf | 1979                 | Kulturbehörde | |  |
| Museumsplatz (Lage)                                                                                        | August Vogel               | Thörl-Brunnen Kunst im Stadtbild bis 1950 | 1914                 | Kulturbehörde | weitere Bilder |  |
| Museumsplatz neben Thörl-Brunnen vor Stadtmuseum Harburg (Lage)                                            | Fritz Fleer                | Knabenfigur Ankauf der Bronzeplastik im Programm „Kunst am Bau“ für die Volksschule Walddörfer Straße, später Schule am Eichtalpark. Der Schulstandort wurde aufgegeben, 2021 Versetzung nach Harburg                                                         | 1958                 | Kulturbehörde | weitere Bilder |  |
| Museumsplatz (Lage)                                                                                        | HD Schrader                | Kugel im Kubus KiöR | 1973                 | Kulturbehörde | weitere Bilder |  |
| Neue Straße (Lage)                                                                                         | unbekannt                  | Christusfigur am Portal der ehemaligen Dreifaltigkeitskirche Denkmal | 1652                 | Kulturbehörde | |  |
| Neue Straße 50 altes Arbeitsamt Harburg, Foyer (Lage)                                                      | Kurt Neubert               | Bauarbeiter vermutlich Direktauftrag | 1953                 | Kulturbehörde | |  |
| Neue Straße 50 altes Arbeitsamt Harburg, Mauerscheibe vor dem Haupteingang (Lage)                          | Nanette Lehmann            | Industriestadt (Harburg) Wandrelief, Keramik, Hochbauamt Hamburg | 1951–1954            | Kulturbehörde | |  |
| Sand (Lage)                                                                                                | Ernst von Bandel           | Schiller Kunst im Stadtbild bis 1950, bürgerliche Denkmalkultur | 1861                 | Kulturbehörde | weitere Bilder |  |
| Sand/Marktplatz (Lage)                                                                                     | Tisa von der Schulenburg   | Geschichtsbrunnen Bezirksankauf | 1973                 | Kulturbehörde | |  |
| Schloßmühlendamm Fußgängerunterführung (Lage)                                                              | unbekannt                  | ?? (Gestaltung Fußgänger-Unterführung) | ??                   | Kulturbehörde | Bild gesucht Die Wikipedia wünscht sich an dieser Stelle ein Bild vom Ort mit diesen Koordinaten 53.46061 9.98224 . Motiv: Schloßmühlendamm Falls du dabei helfen möchtest, erklärt die Anleitung , wie das geht. BW          |  |
| Schloßmühlendamm 25 (Lage)                                                                                 | Ernst von Bandel           | Zwei Löwen Bauschmuck vor 1950 | 1862                 | Kulturbehörde | |  |
| Schwarzenbergstraße 72 Schulhof (Lage)                                                                     | Hans Kock                  | Kind und Katze KaB | 1959/60              | Kulturbehörde | Bild gesucht Die Wikipedia wünscht sich an dieser Stelle ein Bild vom Ort mit diesen Koordinaten 53.46328 9.9748 . Motiv: Schwarzenbergstraße 72 Falls du dabei helfen möchtest, erklärt die Anleitung , wie das geht. BW     |  |
| Theodor-York-Straße Harburger Brücken, Grünzug Nord (Lage)                                                 | Hans Martin Ruwoldt        | Sich leckender Gepard Geschenk an FHH von Firma H. Rost & Co. anlässlich 100 Jahre Übersiedlung nach Hamburg, gleiches Objekt in Altona und Billstedt. 2019 aus dem Harburger Stadtpark entfernt und nach Restaurierung am Harburger Binnenhafen aufgestellt. | 1965                 | Kulturbehörde | |  |
| Wilhelmstraße 42 (Lage)                                                                                    | Karl August Ohrt           | Pfeifender Junge SAGA | 1956                 | Kulturbehörde | |  |
| Würffelstraße 7 vor Wohnanlage (Lage)                                                                      | Karl August Ohrt           | Mann mit Kind SAGA | 1961                 | Kulturbehörde | |  |